# Embalse de Maidevera
El embalse de Maidevera está situado en el término municipal de Aranda de Moncayo, comunidad autónoma de Aragón en España.
Se finalizó en 1983 para aportar agua a los planes de ampliación y mejora de regadíos en la comarca de Valdejalón. Posteriormente extendió su uso al abastecimiento de poblaciones de la comarca de Aranda, tales como Jarque, Gotor, Illueca, Brea y Sestrica. 
Otros usos permitidos de carácter recreativo son la pesca, la navegación (con las limitaciones medioambientales por la amenaza de especies invasoras) y, el baño.

## Características
La capacidad del embalse es de 20,438 hm³. Se construyeron dos presas; la principal sobre el cauce del río, al este del cabezo de Mondabé, con una longitud de coronación de 318 metros y una cota de 803 m s. n. m. y la secundaria al oeste del mismo cabezo, de 340 metros de longitud con la finalidad de ampliar la capacidad del embalse y alcanzar los 20,44 hm³.
Dispone de un aliviadero en canal lateral por la margen izquierda y labio fijo de 40 m. situado a 800,5 m s. n. m., siendo capaz de evacuar 84 m³/s. También dispone de torre de tomas con toma en un solo nivel (777,5 m) y desagües de fondo con descarga en túnel en la margen izquierda (cota 761,3). El desagüe de fondo es de 2 conductos de 0,80 m con caudal de 5,09 m³/s. 
La cuenca del embalse es de 77 km² con una aportación media de 13 hm³. La precipitación media anual es de 612 mm.

### Estaciones de aforo
Dispone de 3 estaciones de aforo, dos de entrada y una de salida. 
Estaciones de aforo de entrada: 
- Puente de la Bezocha[3] (inicio 1984, cód. ROEA 9236, cód. SAIH A236), situada en el río Aranda en cola de Maidevera a 808 m s. n. m., cuenca receptora de 39 km², aportación anual máxima 1987-88 de 25,5 hm³, promedio histórico de 10,7 hm³, el caudal máximo instantáneo registrado desde 1997 fue de 11 m³/s (26/02/2003).
- Puente del Pedreñas[4] (inicio 1986, cód. SAIH A294), situada en le barranco Pedreñas en cola de Maidevera a una cota 805 m s. n. m., el caudal máximo instantáneo registrado desde 2005 es de 10 m³/s (24/03/2015).

Estación de aforo de salida: 
- Maidevera[5] (inicio 1986, cód. ROEA 9238, cód. SAIH A294), situada aguas abajo de la presa, en la entrada al paraje de Maidevera, a una cota de 762 m s. n. m., mide la cuenca receptora de 77 km², con una aportación anual máxima (2014-15) de 19,1 hm³ y un promedio histórico de 11,2 hm³. El caudal máximo instantáneo registrado desde 2004 fue de 4 m³/s (26/03/2015).

### Estación meteorológica
El embalse cuenta con una estación meteorológica situada a 779 m s. n. m. La estación (EM08) está conformada por los siguientes sensores: pluviómetro, veleta, anemómetro, sonda de temperatura, humedad relativa y presión atmosférica y, sensor de radiación.

## Historia
En los años 30 del pasado siglo, se redactó un proyecto para represar el Aranda en el paraje de Maidevera, un kilómetro aguas abajo de la ubicación actual de la presa, con la finalidad de regular el caudal mitigando el estiaje y asegurar el regadío en las vegas de los municipios de su curso. 
Este primer proyecto de menor capacidad, respetuoso con el patrimonio natural, menos agresivo por conservar casi en su integridad la vega de Aranda y dimensionado a las necesidades de la subcuenca, fue sustituido por otro más ambicioso acorde con los planes desarrollistas para mejorar y ampliar los regadíos de las tierras del Jalón medio. Pero conservó el nombre del primer proyecto: Maidevera.

### Expropiación
El Acuerdo del Consejo de Ministros del viernes 15 de abril de 1977 declaró de urgente ejecución las obras del embalse de Maidevera, al objeto de que fuese de aplicación a las expropiaciones el procedimiento de urgencia previsto por el artículo 52 y concordantes de la Ley de Expropiación Forzosa, de 16 de diciembre de 1954. 
El 7 de noviembre de 1977, a las 11 horas, se convocó a los propietarios afectados por el procedimiento al salón de autos de la casa de la villa de Aranda, para proceder al levantamiento de actas previas a la ocupación de las fincas. Asistieron el Alcalde y el representante y el Perito de la Administración. Este Expediente núm. 1 afectaba a 111 fincas por las obras del camino de servicio, zona de obras y cantera.
Casi dos años después se procedió a la segunda expropiación. El 7 de junio de 1979, a las 11 horas, se convocó a los propietarios afectados por el procedimiento al salón de autos de la casa de la villa de Aranda, para proceder al levantamiento de actas previas a la ocupación de las fincas. Asistieron el Alcalde y el representante y el Perito de la Administración. Este Expediente, el núm. 2, afectaba a 40 fincas por las obras del camino de acceso a la cantera y por la ataguía.
La convocatoria para la tercera expropiación tuvo lugar los días 24, 25 y 26 de septiembre de 1979, a las 11 horas. Los propietarios afectados por el procedimiento fueron llamados al salón de autos de la casa de la villa de Aranda, para proceder al levantamiento de actas previas a la ocupación de las fincas afectadas por las obras del embalse de Maidevera. Asistieron el Alcalde y el representante y el Perito de la Administración.

### Obras
Las obras fueron adjudicadas a la empresa Agromán S.A. (hoy Ferrovial Construcción) a finales de la década de los 70, dando fecha de fin de obras el 22 de febrero de 1983, pero concluidas casi en su totalidad en 1981. El volumen de materiales utilizados en la presa fue de 718.000,00 m³. El cerramiento se hizo en el río Aranda, en el paraje de Torcas, recogiendo también las aportaciones del barranco Pedreñas. Se inundaron 134,46 hectáreas de regadío de la huerta de Aranda de Moncayo.

### Parajes afectados
- Por el camino de servicio: Caño del Estanquero, La Cuesta, La Mozara, El cosero del Águila.
- Por la zona de obras y vaso del embalse: Aguilar, Almolar, San Roque, Congostillo, Mondabé, Arenas, Ancho, Torcas, La Bezocha, El Perdigal, La Colpejera, Laguillo, La Retuerta, El Tovar, Viñuela, Dehesa Baja, San Román, La Terroy, Cabezo de Arenas, Val de Cerril, Vaserca, Pistolas, La Cueva.
- Caminos vecinales: de Aranda a Jarque y de Aranda a Oseja.
- Cantera: cementerio. (no fueron necesarias)
- Camino de acceso a la cantera: Caño del Estanquero, Cochera Marqueta, Tejera Vieja, Valejos, Collado, Cementerio. (no fueron necesarias)
- Ataguía: Ancho, Colpejera, Torcas y Mondabé.

La construcción del embalse hizo insostenibles, económicamente, las explotaciones agrícolas y ganaderas afectadas, aumentando la despoblación del municipio de Aranda.  